# باشگاه فوتبال دیفنسا جاستیکیا
باشگاه اجتماعی ورزشی دیفنسا جاستیکیا که معمولا با نام دیفنسا جاستیکیا شناخته می‌شود، یک باشگاه فوتبال آرژانتینی در فلورنسیو وارلا است که در سال ۱۹۳۵ تاسیس شد.
این تیم بازی‌های خانگی خود را در ورزشگاه نوربرتو توماگلیو با ظرفیت تقریبی ۲۰،۰۰۰ نفر انجام می‌دهد. دیفنسا جاستیکیا یکی از باشگاه‌هایی است که بیشترین حضور را در لیگ دسته دوم آرژانتین دارد و همچنین از زمان اولین بازی خود در لیگ دسته چهارم آرژانتین در سال ۱۹۷۸ در تمام بخش‌های سیستم لیگ آرژانتین بازی کرده است.
در سال ۲۰۱۶، دیفنسا جاستیکیا واجد شرایط برای بازی اولین تورنمنت بین‌المللی خود، جام سودامریکانا ۲۰۱۷ شد. این تیم به مرحله دوم صعود کرد اما سپس در ضربات پنالتی مغلوب شاپه‌کوئنزه شد.
در سال ۲۰۲۱، باشگاه اولین عنوان بین‌المللی خود را پس از کسب هر دو قهرمانی، کوپا سودامریکانا ۲۰۲۰ با شکست لانوس و رکوپا سودامریکانا ۲۰۲۱ با شکست دادن پالمیراس در ضربات پنالتی به دست آورد. در کنار بوکا جونیورز، دیفنسا جاستیکیا یکی از باشگاه‌هایی است که از زمان صعود به لیگ برتر، سقوط نکرده است.